# Хроники молодого Индианы Джонса
«Хроники молодого Индианы Джонса» (также известны как «Приключения молодого Индианы Джонса») — телесериал, представляющий собой предысторию к серии фильмов об археологе и искателе приключений Индиане Джонсе.

## В ролях
- Кори Кэрриер — Генри «Индиана» Джонс (в возрасте 8—10)
- Шон Патрик Флэнери — Генри «Индиана» Джонс (в возрасте 16—21)
- Харрисон Форд — Генри «Индиана» Джонс (в возрасте 50)
- Джордж Холл — Профессор Генри «Индиана» Джонс (в возрасте 93)
- Ллойд Оуэн — Профессор Генри Джонс-старший
- Рут де Соса — Анна Джонс
- Маргарет Тайзак — Мисс Хэлен Сеймур
- Ронни Куттёр[фр.] — Реми Будуа
- Джозеф А. Беннетт (в молодости),  Дуглас Хеншолл — Т. Э. Лоуренс (Аравийский)
- Джей Андервуд — Эрнест Хемингуэй

## Сюжет
Телесериал рассказывает о ранних приключениях знаменитого Индианы Джонса, который в каждой новой серии попадает в самую гущу исторических событий и встречает знаменитых людей XX века. Особенность фильма состоит в том, что история первых двух десятилетий XX века показана сквозь призму характеров реальных исторических персонажей и впечатлений юного Индианы от общения с ними.
В «детских» эпизодах сериала Индиана (в возрасте 8-10 лет) путешествует вместе с родителями по всему миру знакомясь с великими историческими деятелями того времени, или же людьми которым предстоит стать известными в будущем.
В большинстве «юношеских» эпизодов Индиана (в возрасте 16-21 лет) со своим другом Реми присоединяется к Первой мировой войне в составе бельгийской армии и проходит путь от рядового солдата в окопах до капитана французской разведки.

## Список серий

### Первоначальный порядок серий
Первоначально сериал вышел в формате 2-х сезонов (6 серий в первом сезоне и 22 во втором) в период 1992—1993 гг. Впоследствии в 1994—1996 гг. в дополнение к сериалу вышло 4 телевизионных фильма. Последние 4 серии второго сезона не показывались в США однако, транслировались в других странах.
| #         | №       | Название                                           | Дата выхода | Режиссёр(ы)                | Сценарист(ы)                                     | Сюжет                                            |
| 1 сезон   | 1 сезон | 1 сезон                                            | 1 сезон     | 1 сезон                    | 1 сезон                                          | 1 сезон                                          |
| --------- | ------- | -------------------------------------------------- | ----------- | -------------------------- | ------------------------------------------------ | ------------------------------------------------ |
| 1         | 1       | Молодой Индиана Джонс и проклятие шакала           | 04.03.92    | Джим О’Брайен и Карл Шульц | Джонатан Хейлз                                   | Джордж Лукас                                     |
| 2         | 2       | Лондон, май 1916                                   | 11.03.92    | Карл Шульц                 | Розмари Энн Сисон                                | Джордж Лукас                                     |
| 3         | 3       | Британская Восточная Африка, сентябрь 1909         | 18.03.92    | Карл Шульц                 | Мэттью Джейкобс                                  | Джордж Лукас                                     |
| 4         | 4       | Верден, сентябрь 1916                              | 25.03.92    | Рене Мэнзор                | Джонатан Хенсли                                  | Джордж Лукас                                     |
| 5         | 5       | Германская Восточная Африка, декабрь 1916          | 01.04.92    | Саймон Уинсер              | Фрэнк Дарабонт                                   | Джордж Лукас                                     |
| 6         | 6       | Конго, январь 1917                                 | 08.04.92    | Саймон Уинсер              | Фрэнк Дарабонт                                   | Джордж Лукас                                     |
| 2 сезон   |         |                                                    |             |                            |                                                  |                                                  |
| 7         | 1       | Австрия, март 1917                                 | 21.09.92    | Вик Армстронг              | Фрэнк Дарабонт                                   | Джордж Лукас                                     |
| 8         | 2       | Сомма, начало августа 1916                         | 28.09.92    | Саймон Уинсер              | Джонатан Хенсли                                  | Джордж Лукас                                     |
| 9         | 3       | Германия, середина августа 1916                    | 05.10.92    | Саймон Уинсер              | Джонатан Хенсли                                  | Джордж Лукас                                     |
| 10        | 4       | Барселона, май 1917                                | 12.10.92    | Терри Джонс                | Гэвин Скотт                                      | Джордж Лукас                                     |
| 11        | 5       | Молодой Индиана Джонс и тайна блюза                | 13.03.93    | Карл Шульц                 | Джули Селбо                                      | Джули Селбо                                      |
| 12        | 6       | Принстон, февраль 1916                             | 20.03.93    | Джо Джонстон               | Мэттью Джейкобс                                  | Мэттью Джейкобс                                  |
| 13        | 7       | Петроград, июль 1917                               | 27.03.93    | Саймон Уинсер              | Гэвин Скотт                                      | Джордж Лукас                                     |
| 14        | 8       | Молодой Индиана Джонс и скандал 1920-го            | 03.04.93    | Сидней Маккартни           | Джонатан Хейлз                                   | Джонатан Хейлз                                   |
| 15        | 9       | Вена, ноябрь 1908                                  | 10.04.93    | Билли Аугуст               | Мэттью Джейкобс                                  | Джордж Лукас                                     |
| 16        | 10      | Северная Италия, июнь 1918                         | 17.04.93    | Билли Аугуст               | Джонатан Хейлз                                   | Джонатан Хейлз                                   |
| 17        | 11      | Молодой Индиана Джонс и поезд-призрак              | 05.06.93    | Питер Макдональд           | Фрэнк Дарабонт                                   | Фрэнк Дарабонт                                   |
| 18        | 12      | Ирландия, апрель 1916                              | 12.06.93    | Джилес Маккинон            | Джонатан Хейлз                                   | Джонатан Хейлз                                   |
| 19        | 13      | Париж, сентябрь 1908                               | 19.06.93    | Рене Мэнзор                | Рег Гэдни                                        | Джордж Лукас                                     |
| 20        | 14      | Пекин, март 1910                                   | 26.06.93    | Гэвин Миллар               | Розмари Энн Сисон                                | Джордж Лукас                                     |
| 21        | 15      | Бенарес, январь 1910                               | 03.07.93    | Диипа Мехта                | Джонатан Хенсли                                  | Джордж Лукас                                     |
| 22        | 16      | Париж, октябрь 1916                                | 10.07.93    | Николас Роуг               | Кэрри Фишер                                      | Джордж Лукас                                     |
| 23        | 17      | Стамбул, сентябрь 1918                             | 17.07.93    | Майк Ньюэлл                | Розмари Энн Сисон                                | Розмари Энн Сисон                                |
| 24        | 18      | Париж, май 1919                                    | 24.07.93    | Дэвид Хэйр                 | Джонатан Хейлз                                   | Джонатан Хейлз                                   |
| 25        | 19      | Флоренция, май 1908                                | 17.10.93    | Майк Ньюэлл                | Джули Селбо                                      | Джули Селбо                                      |
| 26        | 20      | Прага, август 1917                                 | 05.12.93    | Роберт Янг                 | Гэвин Скотт                                      | Гэвин Скотт                                      |
| 27        | 21      | Палестина, октябрь 1917                            | 21.11.93    | Саймон Уинсер              | Фрэнк Дарабонт                                   | Фрэнк Дарабонт                                   |
| 28        | 22      | Трансильвания, январь 1918                         | 07.02.95    | Дик Маас                   | Джонатан Хенсли                                  | Джонатан Хенсли                                  |
| ТВ фильмы |         |                                                    |             |                            |                                                  |                                                  |
| 1         | 1       | Молодой Индиана Джонс и голивудские капризы        | 15.10.94    | Майкл Шульц                | Джонатан Хейлз и Мэттью Джейкобс                 | Джонатан Хейлз и Мэттью Джейкобс                 |
| 2         | 2       | Молодой Индиана Джонс и сокровище павлиньего глаза | 15.01.95    | Карл Шульц                 | Джули Селбо                                      | Джули Селбо                                      |
| 3         | 3       | Молодой Индиана Джонс и атака истребителей         | 08.10.95    | Бен Бёртт                  | Мэттью Джейкобс, Розмари Энн Сисон и Бен Бёртт   | Мэттью Джейкобс, Розмари Энн Сисон и Бен Бёртт   |
| 4         | 4       | Молодой Индиана Джонс: Путешествие с отцом         | 16.06.96    | Майкл Шульц и Диипа Мехта  | Фрэнк Дарабонт, Мэттью Джейкобс и Джонатан Хейлз | Фрэнк Дарабонт, Мэттью Джейкобс и Джонатан Хейлз |

### Перемонтированная и дополненная версия
В 1996 году был произведён перемонтаж и досъёмки дополнительных сцен. В итоге эта версия сериала была выпущена в 22-х полуторачасовых сериях. В каждой полуторачасовой «главе» содержится 2 изначальных эпизода, исключение составляет главы «Покорители пустыни» и «Скандал 1920-го», включающие в себя по единому эпизоду. В отличие от оригинальной трансляции серии перемонтированной версии расположены в хронологическом порядке. Сцены-реминисценции со старым Индианой, присутствовавшие в прежней версии, отсутствуют. Все серии сняты в формате экрана 4:3 в цвете. Продюсер, создатель и автор сюжетов: Джордж Лукас. По задумке Лукаса эти серии, вместе с основной пенталогией фильмов образуют «Полные приключения Индианы Джонса».
| №                               | Название                             | Оригинальные эпизоды |
| Том 1. Ранние годы (1908—1916)  | Том 1. Ранние годы (1908—1916)       | Том 1. Ранние годы (1908—1916) |
| ------------------------------- | ------------------------------------ | --- |
| 1                               | Мое первое приключение               | - 1x01: Молодой Индиана Джонс и проклятие шакала (первая половина) - NEW: Танжер, 1908 (режиссёр Майкл Шульц, сценарист Джули Селбо)                         |
| 2                               | Страсть к жизни                      | - 1x03: Британская Восточная Африка, сентябрь 1909 (хронология изменена на сентябрь 1908) - 2x13: Париж, сентябрь 1908                                       |
| 3                               | Проделки Купидона                    | - 2x09: Вена, ноябрь 1908 - 2x19: Флоренция, май 1908 (хронология изменена на ноябрь 1908)                                                                   |
| 4                               | Путешествие с отцом                  | TVx04: Молодой Индиана Джонс: Путешествие с отцом (фрагменты с 19-летним Инди были перемещены и расширены в главе 19 «Ветер перемен»)                        |
| 5                               | Путь света                           | - 2x15: Бенарес, январь 1910 (хронология изменена на март 1910) - 2x14: Пекин, март 1910                                                                     |
| 6                               | Приключение на весенних каникулах    | - 2x06: Принстон, февраль 1916 - 1x01: Молодой Индиана Джонс и проклятие шакала (вторая половина)                                                            |
| 7                               | Сладкая песня любви                  | - 2x12: Ирландия, апрель 1916 - 1x02: Лондон, май 1916 |
| Том 2. Годы войны (1916—1917)   |                                      | |
| 8                               | Траншеи, ведущие в ад                | - 2x02: Сомма, начало августа 1916 - 2x03: Германия, середина августа 1916                                                                                   |
| 9                               | Демоны обмана                        | - 1x04: Верден, сентябрь 1916 - 2x16: Париж, октябрь 1916 |
| 10                              | Поезд-призрак                        | 2x11: Молодой Индиана Джонс и поезд-призрак |
| 11                              | Оганга — дaрующий и отбирaющий жизнь | - 1x05: Германская Восточная Африка, декабрь 1916 - 1x06: Конго, январь 1917                                                                                 |
| 12                              | Атака истребителей                   | TVx03: Молодой Индиана Джонс и атака истребителей |
| 13                              | Приключения на секретной службе      | - 2x01: Австрия, март 1917 (хронология изменена на май 1917) - 2x07: Петроград, июль 1917                                                                    |
| 14                              | Шпионские игры                       | - 2x04: Барселона, май 1917 (хронология изменена на июль 1917) - 2x20: Прага, август 1917                                                                    |
| 15                              | Покорители пустыни                   | - 2x21: Палестина, октябрь 1917 - NEW: Палестина, октябрь 1917 (2) (дополнительные сцены расширяющие хронометраж)                                            |
| Том 3. Годы перемен (1917—1920) |                                      | |
| 16                              | История невинности                   | - 2x10: Северная Италия, июнь 1918 (хрология была изменена на ноябрь 1917) - NEW: Марокко, ноябрь 1917 (режиссёр Майкл Шульц, сценарист Джонатан Хейлз)      |
| 17                              | Маски зла                            | - 2x17: Стамбул, сентябрь 1918 - 2x22: Трансильвания, январь 1918 (хронология была изменена на сентябрь 1918)                                                |
| 18                              | Сокровище павлиньего глаза           | TVx02: Молодой Индиана Джонс и сокровище Павлиньего Глаза |
| 19                              | Ветер перемен                        | - 2x18: Париж, май 1919 - NEW: Принстон, май 1919 (фрагменты с 19-летним Инди из TVx04 «Путешествие с отцом» были расширены до полноценного нового сегмента) |
| 20                              | Тайна блюза                          | 2x05: Молодой Индиана Джонс и тайна блюза |
| 21                              | Скандал 1920-го                      | 2x08: Молодой Индиана Джонс и скандал 1920-го |
| 22                              | Голливудские капризы                 | TVx01: Молодой Индиана Джонс и голливудские капризы |

### Документальный сериал
В 2007—2008 гг. перемонтированный сериал был издан в трёх DVD-"томах':
- Том 1. Ранние годы / Volume One: The Early Years (1-7 серии)
- Том 2. Годы войны / Volume Two: The War Years (8-15 серии)
- Том 3. Годы перемен / Volume Three: The Years of Change (16-22 серии)

На каждом томе, к каждой серии были предоставлены несколько документальных фильмов (как правило их 4-5) про исторических деятелей или событиях с которыми приходится сталкиваться Индиане Джонсу по сюжету основного сериала, а также общая историческая лекция (по одной на том). Суммарно вышло 97 таких 40-минутных серий. Эта документальная серия получила название «По следам Индианы Джонса», а впоследствии транслировалась и по телевидению. Некоторые серии показывались на российском телеканале ТВ-3 в годы трансляции основного сериала.

#### Для Тома 1. «Ранние годы»
My First Adventure Special Features (Vol. 1 Disc 1)
- Archaeology — Unearthing Our Past
- Howard Carter and the Tomb of Tutankhamun
- Colonel Lawrence’s War — T.E. Lawrence and Arabia
- From Slavery to Freedom

Passion for Life Special Features (Vol. 1 Disc 3)
- Theodore Roosevelt and The American Century
- Ecology — Pulse of the Planet
- American Dreams — Norman Rockwell and the Saturday Evening Post
- Art Rebellion — The Making of the Modern
- Edgar Degas — Reluctant Rebel
- Braque & Picasso — A Collaboration Cubed

The Perils of Cupid Special Features (Vol. 1 Disc 5)
- Giacomo Puccini — Music of the Heart
- It’s Opera!
- The Archduke’s Last Journey — End of an Era
- Powder Keg — Europe 1900 to 1914
- Sigmund Freud — Exploring the Unconscious
- Carl Jung and the Journey to Self Discovery
- Psychology — Charting the Human Mind

Travels with Father Special Features (Vol. 1 Disc 6)
- Seeking Truth — The Life of Leo Tolstoy
- Unquiet Voices — Russian Writers and the State
- Aristotle — Creating Foundations
- Ancient Questions — Philosophy and Our Search for Meaning

Journey of Radiance Special Features (Vol. 1 Disc 7)
- Jiddu Krishnamurti — The Reluctant Messiah
- Annie Besant — An Unlikely Rebel
- Medicine in the Middle Kingdom
- Eastern Spirituality — The Road to Enlightenment

Spring Break Adventure Special Features (Vol. 1 Disc 9)
- Thomas Edison — Lighting Up the World
- Invention and Innovation — What’s Behind a Good Idea?
- The Mystery of Edward Stratemeyer
- Wanted: Dead or Alive — Pancho Villa and the American Invasion of Mexico
- General John J. Pershing and His American Army
- George S. Patton — American Achilles

Love’s Sweet Song Special Features (Vol 1. Disc 11)
- Easter Rising — The Poets' Rebellion
- The Passions of William Butler Yeats
- Sean O’Casey vs. Ireland
- Ireland — The Power of the Poets
- Winston Churchill — The Lion’s Roar
- Demanding the Vote — The Pankhursts and British Suffrage
- Fighting for the Vote — Women’s Suffrage in America

#### Для Тома 2. «Годы войны»
Trenches of Hell Special Features (Vol 2. Disc 1)
- Siegfried Sassoon — A War Poet’s Journey
- Robert Graves and the White Goddess
- I Am France — The Myth of Charles de Gaulle
- The Somme — A Storm of Steel

Demons of Deception Special Features (Vol 2. Disc 2)
- Marshal Pétain’s Fall from Grace
- Flirting with Danger — The Fantasy of Mata Hari
- Into the Furnace — The Battle of Verdun
- Reading the Enemy’s Mind — Espionage in World War I

Phantom Train of Doom Special Features (Vol 2. Disc 3)
- Chasing the Phantom — Paul von Lettow-Vorbeck
- Dreaming of Africa — The Life of Frederick Selous
- At Home and Abroad — The Two Faces of Jan Smuts

Oganga, The Giver and Taker of Life Special Features (Vol 2. Disc 4)
- Albert Schweitzer — Reverence for Life
- Waging Peace — The Rise of Pacifism
- Congo — A Curse of Riches

Attack of the Hawkmen Special Features (Vol 2. Disc 5)
- War in the Third Dimension — Aerial Warfare in World War I
- Blood Red — The Life and Death of Manfred von Richthofen
- Flying High for France — The Lafayette Escadrille
- Anthony Fokker — The Flying Dutchman

Adventures in the Secret Service Special Features (Vol 2. Disc 6)
- Karl — The Last Habsburg Emperor
- The Russian Revolution — All Power to the Soviets!
- V.I. Lenin — History Will Not Forgive Us

Espionage Escapades Special Features (Vol 2. Disc 7)
- Impresario — Sergei Diaghilev and the Ballets Russes
- Ballet — The Art of Dance
- Franz Kafka’s Dark Trut

Daredevils of the Desert Special Features (Vol 2. Disc 8)
- Lines in the Sand — The Middle East and the Great War
- Col. Lawrence’s War — T.E. Lawrence and Arabia (повтор)

#### Для Тома 3. «Годы перемен»
Tales of Innocence (Vol. 3 Disc 1)
- Unhealed Wounds — The Life of Ernest Hemingway
- The Secret Life of Edith Wharton
- Lowell Thomas — American Storyteller
- The French Foreign Legion — The World’s Most Legendary Fighting Force

Masks of Evil (Vol. 3 Disc 2)
- For the People, Despite the People — The Atatürk Revolution
- The Greedy Heart of Halide Edib
- Dracula — Fact and Fiction
- The Ottoman Empire — A World of Difference

Treasure of the Peacock’s Eye (Vol. 3 Disc 3)
- Bronisław Malinowski — God Professor
- Anthropology — Looking at the Human Condition
- New Guinea — Paradise in Peril

Winds of Change (Vol. 3 Disc 5)
- Woodrow Wilson — American Idealist
- Gertrude Bell — Iraq’s Uncrowned Queen
- Ho Chi Minh — The Price of Freedom
- Paul Robeson — Scandalize My Name
- Robert Goddard — Mr. Rocket Science
- The Best Intentions — The Paris Peace Conference and the Treaty of Versailles

Mystery of the Blues (Vol. 3 Disc 7)
- Al «Scarface» Capone — The Original Gangster
- Ben Hecht — Shakespeare of Hollywood
- On the Trail of Eliot Ness
- Louis Armstrong — Ambassador of Jazz
- Jazz — Rhythms of Freedom
- Prohibition — America on the Rocks
- Hellfighters — Harlem’s Heroes of World War I

The Scandal of 1920 (Vol. 3 Disc 8)
- Tin Pan Alley — Soundtrack of America
- Broadway — America Center Stage
- Wonderful Nonsense — The Algonquin Round Table

Hollywood Follies (Vol. 3 Disc 9)
- Erich von Stroheim — The Profligate Genius
- The World of John Ford
- Irving Thalberg — Hollywood’s Boy Wonder
- The Rise of the Moguls — The Men Who Built Hollywood

Historical overview lectures
- Vol. 1 — Historical Lecture: «The Promise of Progress»
- Vol. 2 — Historical Lecture: «War and Revolution»
- Vol. 3 — Historical Lecture: «New Gods for Old»

### Места действий, годы и реальные действующие лица по сериям
1. «Мое первое приключение» (My First Adventure) (Египет и Танжер, 1908. Т. Э. Лоуренс (Аравийский), Говард Картер, Уолтер Харрис)
2. «Страсть к жизни» (Passion for Life) (Британская Восточная Африка и Париж, 1908. Теодор Рузвельт, Кёрмит Рузвельт[англ.], Фредерик Селус, Норман Рокуэлл, Пабло Пикассо, Эдгар Дега, Анри Руссо, Гертруда Стайн)
3. «Козни Купидона» (The Perils of Cupid) (Вена и Флоренция, 1908. Зигмунд Фрейд, Карл Юнг, Альфред Адлер, Франц Фердинанд, София фон Гогенберг, Джакомо Пуччини)
4. «Путешествие с отцом» (Travels with Father) (Россия и Греция, 1910. монастыри Метеоры. Лев Толстой, Никос Казандзакис)
5. «Путь света» (Journey of Radiance) (Бенарес и Пекин, 1910. Кришнамурти, Анни Безант, Чарлз Ледбитер)
6. «Весеннее приключение» (Spring Break Adventure) (Принстон и Мексика, 1916. Томас Алва Эдисон, Эдвард Стрейтмейер[англ.], Панчо Вилья, Хулио Карденас[англ.], Джордж Паттон, Джон Першинг)
7. «Сладкая песнь любви» (Love’s Sweet Song) (Ирландия и Лондон, 1916. Шон Фрэнсис Лемасс, Шон О’Кейси, Уильям Йейтс, Сильвия Панкхёрст, Уинстон Черчилль)
8. «Траншеи, ведущие в ад» (Trenches of Hell) (Сомма и Германия, 1916. Роберт Грейвс, Зигфрид Сассун, Шарль де Голль)
9. «Демоны обмана» (Demons of Deception) (Верден и Париж, 1916. «Большая Берта». Анри Петен, Шарль Манжен, Робер Нивель, Мата Хари)
10. «Поезд-призрак» (Phantom Train of Doom) (Германская Восточная Африка, 1916. Пауль Эмиль фон Леттов-Форбек, Фредерик Селус, Ричард Майнерцхаген, Ян Смэтс)
11. «Оганга — повелитель жизни» (Oganga, the Giver and Taker of Life) (Германская Восточная Африка и Бельгийское Конго, 1916. Бартелеми Боганда, Альберт Швейцер)
12. «Атака ястреба» (Attack of the Hawkmen) (Австрия и Германия, 1917. Гигантский триплан[нем.]. Манфред фон Рихтгофен, Антон (Энтони) Фоккер, Шарль Нунжессер, Виллехад Форсман, Герман Геринг)
13. «Шпионские игры» (Adventures in the Secret Service) (Австрия и Петроград 1917. Июльское восстание в Петрограде. Карл I, Сикст Бурбон-Пармский, Хавьер Бурбон-Пармский, Цита Бурбон-Пармская, Оттокар Чернин, В. И. Ленин)
14. «Шпионаж» (Espionage Escapades) (Барселона и Прага, 1917. Пабло Пикассо, Сергей Дягилев, Франц Кафка)
15. «Война в пустыне» (Daredevils of the Desert) (Палестина, 1917. Т. Э. Лоуренс (Аравийский), Ричард Майнерцхаген, Исмет Бей, Эдмунд Алленби, генерал Уильям Грант, генерал Г. В. Ходжсон, Мюррей Бушер, Генри Шовел)
16. «История невинности» (Tales of Innocence) (Северная Италия и Марокко, 1918. Эрнест Хемингуэй, Юбер Лиоте, Эдит Уортон, Лоуэлл Томас)
17. «Маски зла» (Masks of Evil) (Стамбул и Трансильвания, 1918. Мустафа Кемаль Ататюрк, Энвер-паша, Халиде Эдиб Адывар, Мехмед VI, Влад III Цепеш)
18. «Сокровище павлиньего глаза» (Treasure of the Peacock’s Eye) (Лондон, Александрия, Ява, острова Тробриан, 1919. Говард Картер, Эдвард Форстер, Бронислав Малиновский)
19. «Ветер перемен» (Winds of Change) (Париж и Принстон, 1919. Т. Э. Лоуренс (Аравийский), Жорж Клемансо, Дэвид Ллойд-Джордж, Вудро Вильсон, Эдвард Хауз, Фейсал I, Хо Ши Мин, Витторио Эмануэле Орландо, Сайондзи Киммоти, Ульрих Брокдорф-Ранцау, Герман Мюллер, Арнольд Тойнби, Гертруда Белл, Поль Робсон, Роберт Годдард)
20. «Загадка блюза» (Mystery of the Blues) (Чикаго, 1920. Сухой закон в США. Сидней Беше, Луи Армстронг, Кинг Оливер, Джон Торрио, Аль Капоне, Элиот Несс, Бен Хект, Эрнест Хемингуэй, Энрико Карузо, Чарльз Макартур)
21. «Скандал 1920-го» (Scandal of 1920) (Нью-Йорк, 1920. Сидней Беше, Джордж Гершвин, Эрнест Хемингуэй, Джордж Уайт, Энн Пеннингтон[англ.], Александр Вулкотт, Эдна Фербер, Франклин Пирс Адамс[англ.], Роберт Эммет Шервуд, Роберт Бенчли, Джордж Кауфман, Ирвинг Берлин)
22. «Голливудские капризы» (Hollywood Follies) (Голливуд, 1920. Фильм «Глупые жёны». Джордж Гершвин, Эрик фон Штрогейм, Джон Форд, Ирвинг Тальберг, Карл Леммле, Уайетт Эрп)